# Szulfamazon
A szulfamazon egy hosszan ható szulfonamid típusú antibiotikum.

## Készítmények
- Marespin (nátriumsó formájában)[1]

Magyarországon nincs forgalomban.